# Cannabisthee
Cannabisthee of marihuanathee is kruidenthee die getrokken wordt van de bloesem en/of bladeren van cannabis. De thee bevat vaak de psychoactieve stof THC.
De volgende paragraaf betreft psychoactieve cannabisthee: deze vorm van cannabisgebruik is vooral in trek bij niet-rokers, die niet gewend zijn de scherpe rook te inhaleren van bijvoorbeeld een joint. Er zijn ook nadelen aan. Doordat de softdrug oraal wordt ingenomen, treden de effecten veel later op dan bij het inhaleren van cannabis – bij oraal gebruik kunnen de effecten pas na enkele uren optreden, in plaats van na enkele seconden. Omdat de gebruiker na het drinken van de thee geen directe inwerking waarneemt, is het lastig in te schatten wanneer men genoeg heeft gehad. Bij te hoge dosering kunnen effecten zoals paniekaanvallen optreden. De inwerktijd varieert tussen de 20 minuten en 2 uur, net als bij spacecake. Deze thee heeft een kruidige smaak en geur maar dit verandert mocht er bijvoorbeeld melk worden toegevoegd. 
De volgende paragraaf betreft niet psychoactieve cannabisthee: deze thee heeft een kruidige smaak en geur en is lichtbruin van kleur. 

## Bereidingswijze I: psychoactieve cannabisthee
Cannabisthee kan niet goed zoals de meeste soorten thee bereid worden door de bladeren in heet water te plaatsen. De psychoactieve stof THC die in cannabis voorkomt, lost namelijk nauwelijks op in water. Om deze goed op te lossen worden dierlijke vetten (zoals een klontje boter, volle melk, bakolie) of alcohol aan het water toegevoegd. Bij voorkeur wordt vet gebruikt omdat de combinatie alcohol en THC voor veel gebruikers een negatief effect heeft.
De gemakkelijkste manier van het bereiden van cannabisthee gaat als volgt:
- Meng de gewenste hoeveelheid verkruimelde cannabis met voldoende plantaardige vetten of alcohol om alle cannabis te bedekken met een dun laagje vet of alcohol.
- Breng het water aan het sudderen.
- Vul een thee-ei met het cannabismengsel en laat 30 minuten sudderen, als het water verdampt is het mogelijk om weer water toe te voegen.

## Bereidingswijze II: niet of nauwelijks psychoactieve cannabisthee

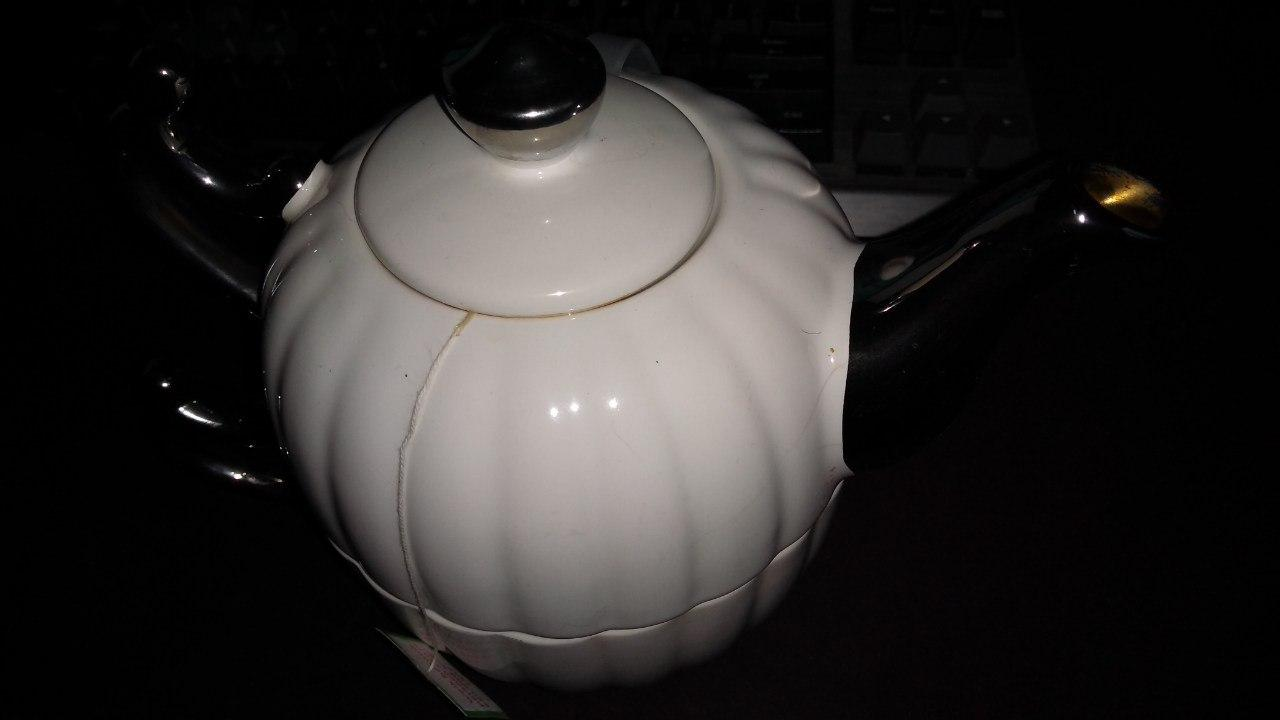
Een theepot met een theezakje en een thee-ei (achter) gevuld met cannabis bereid volgens bereidingswijze II

Cannabisthee kan ook gemaakt worden met weinig of geen werkzame THC. De thee is in dat geval niet of nauwelijks psychoactief maar het heeft wel een vergelijkbare smaak en geur als psychoactieve cannabisthee. THC lost slecht op in water, dus door geen vetten te gebruiken zal er geen of weinig geactiveerde THC in het eindproduct te vinden zijn. Deze bereidingswijze is veel in trek bij gebruikers van een vaporizer, deze verbrandt namelijk niet de cannabis en daarom blijft er dus nog plantmateriaal over waarvan thee kan worden gemaakt. Indien er fatsoenlijk gebruik is gemaakt van een vaporizer zullen de veelal gewenste cannabinoïden THC en CBD niet meer op het plantmateriaal te vinden zijn, dus deze zullen ook niet of nauwelijks in de thee terecht komen.
- Breng de gewenste hoeveelheid water aan de kook;
- Vul een thee-ei met het cannabismengsel en laat ongeveer 5 minuten trekken.